# Cantone di Le Mesnil-Esnard
Il Cantone di Le Mesnil-Esnard è una divisione amministrativa dell'Arrondissement di Rouen.
È stato istituito a seguito della riforma dei cantoni del 2014, che è entrata in vigore con le elezioni dipartimentali del 2015.

## Composizione
Comprende i comuni di:
- Auzouville-sur-Ry
- Bierville
- Blainville-Crevon
- Bois-d'Ennebourg
- Bois-Guilbert
- Bois-Héroult
- Bois-l'Évêque
- Boissay
- Boos
- Bosc-Bordel
- Bosc-Édeline
- Bosc-Roger-sur-Buchy
- Buchy
- Cailly
- Catenay
- Elbeuf-sur-Andelle
- Ernemont-sur-Buchy
- Estouteville-Écalles
- Franqueville-Saint-Pierre
- Fresne-le-Plan
- Grainville-sur-Ry
- Héronchelles
- Longuerue
- Martainville-Épreville
- Le Mesnil-Esnard
- Mesnil-Raoul
- Montmain
- Morgny-la-Pommeraye
- La Neuville-Chant-d'Oisel
- Pierreval
- Préaux
- Rebets
- La Rue-Saint-Pierre
- Ry
- Saint-Aignan-sur-Ry
- Saint-André-sur-Cailly
- Saint-Denis-le-Thiboult
- Saint-Germain-des-Essourts
- Saint-Germain-sous-Cailly
- Sainte-Croix-sur-Buchy
- Servaville-Salmonville
- Vieux-Manoir
- La Vieux-Rue
- Yquebeuf